# Чуйут-Сай
Чуйут-Сай (кирг. Чүйүт-Сай) — село в Джалал-Абадской области Кыргызстана. Административно подчинено администрации города Таш-Кумыр.

## География
Село расположено в южной части области, к востоку от реки Нарын, на расстоянии приблизительно 7 километров (по прямой) к югу от города областного подчинения Таш-Кумыр.

## Население
Согласно оценочным данным Национального статистического комитета Кыргызской Республики, численность населения села на начало 2023 года составляла 464 человека.
| год     | 2009 | 2014 | 2015 | 2020 | 2021 | 2023 |
| ------- | ---- | ---- | ---- | ---- | ---- | ---- |
| человек | 85   | 431  | 425  | 529  | 536  | 464  |